# Guia Karkarachvili
Guiorgui (Guia) Karkarachvili (en géorgien : გიორგი [გია] ყარყარაშვილი ; né le 31 octobre 1966) est un homme politique géorgien et un ancien major-général qui servit comme Ministre de la Défense de Géorgie de mai 1993 à mars 1994. Ancien capitaine dans l'armée soviétique, il fut un puissant commandant militaire durant la guerre civile géorgienne mais aussi lors des guerres contre les sécessionnistes d'Abkhazie et d'Ossétie du Sud. Une blessure venue d'un tir de pistolet qu'il reçut à Moscou en 1995 le laissa partiellement paralysé. Il avait été membre du Parlement de Géorgie de 1999 à 2004.

## Débuts
Né à Tbilissi, à l'époque capitale de la République socialiste soviétique de Géorgie, Karkarachvili fut diplômé de l'École d'Artillerie de Tbilissi et servit dans l'armée soviétique en Allemagne de l'Est et en Afghanistan, avant de rentrer en Géorgie où il travailla comme capitaine jusqu'en janvier 1991, quand il se résigna à démissionner de son poste pour recruter des déserteurs géorgiens dans le but de fonder un groupe paramilitaire nommé « Aigle Blanc » qui fut bientôt intégré à la Garde nationale de Géorgie. Karkarachvili devint commandant au sein de la Garde à Tbilissi et participa aux combats contre les séparatistes d'Ossétie du Sud durant les premiers mois de 1991, à la suite de quoi il fut promu colonel.
En décembre 1991, Karkarachvili rejoignit la faction rebelle de l'armée géorgienne, dirigée par l'ancien chef de la Garde nationale Tenguiz Kitovani, qui luttait contre le président Zviad Gamsakhourdia. C'est lui qui commanda le dernier bombardement du Parlement dans lequel Gamsakhourdia s'était réfugié le 22 décembre, bombardement qui mena le premier président de la Géorgie indépendante à s'exiler en Arménie le 6 janvier 1992. Plus tard, Karkarachvili commanda une force du Conseil militaire (nouveau régime en place) qui opérait contre les supporters de Gamsakhourdia, qui avait par ailleurs rejoint la Géorgie occidentale en février. De là, il opéra une courte démonstration de force en Abkhazie pour calmer les sentiments sécessionnistes de la région et retourna en Ossétie du Sud en mai 1992, quand les combats recommençaient entre les Ossètes et les Géorgiens. Dans cette région séparatiste, Karkarachvili contribua au retour de plusieurs villages dans le giron de Tbilissi, ce qui lui permit de gagner le titre de major-général à l'âge de 26 ans. Toutefois, il renonça encore une fois à son poste pour montrer son mécontentement envers la décision d'Edouard Chevardnadze de signer les Accords de Sotchi avec la Russie, accords qui détruisirent les efforts de Guia Karkarachvili pour accorder trois-quarts des terres contestées aux séparatistes ossètes et aux Russes.

## En Abkhazie
En août 1992, les tensions augmentent en Abkhazie et débouchent sur un conflit armé. Karkarachvili fut mis aux commandes des troupes géorgiennes dans la capitale abkhaze Sokhoumi. Il avertit alors les leaders séparatistes à la télévision locale : 
« Si 100 000 Géorgiens meurent, alors tous les 97 000 Abkhazes qui vous soutiennent seront tués. »
 Cette déclaration apporta maintes controverses quand ces mêmes mots furent utilisés par Vladislav Ardzinba pour montrer la volonté géorgienne de nettoyer l'Abkhazie de la populace abkhaze. Plusieurs années plus tard, en février 2009, Karkarachvili, interrogé à la télévision géorgienne Maestro TV, prétendit que ses propos avaient été déformés, acte qui peut même être confirmé par Aleksandr Ankvab, actuel Premier ministre de l'Abkhazie et présent auprès de Karkarachvili en tant que prisonnier quand celui-ci fit sa déclaration.
Karkarachvili commanda les forces géorgiennes durant le reste de la guerre en Abkhazie. Il connut sa première défaite dans la bataille de Gagra en octobre 1992, quand les troupes abkhazes et leurs alliés de la Confédération des Peuples des Montagnes du Nord-Caucase de Chamil Bassaïev prirent la ville après une attaque surprise. Malgré une forte réponse de la part des Géorgiens (le frère de Guia, Gotcha, mourut durant la bataille), Karkarachvili dut se rabattre pour défendre Sokhoumi, où il resta jusqu'à la chute de la ville en septembre 1993. Il participa par la suite au retrait des troupes géorgiennes d'Abkhazie.

## Ministre de la Défense
Durant la guerre en Abkhazie, le jeune général gagna la réputation d'un commandant énergique et dynamique, qualités pour lesquelles il était réputé dans l'armée. Il était aussi très critique envers la politique de Chevardnadze et avait tendance à agir indépendamment durant le conflit. Malgré cela, le chef d'État géorgien le nomma Ministre de la Défense en mai 1993, en partie pour dégrader Tenguiz Kitovani, le trop influent et trop indépendant général qui dépendait de Moscou dans ses actions. Durant son mandat, Guiorgui tenta de rendre l'armée géorgienne plus intègre et disciplinée. Il cita les armées russe et israélienne comme des modèles pour fonder l'armée nationale de Tbilissi.
D'octobre à novembre 1993, Karkarachvili prit le commandement des forces gouvernementales dans la brève guerre civile qui opposa Chevardnadze à son prédécesseur évincé Zviad Gamsakhourdia en Géorgie occidentale. En février 1994, il démissionna de sa position au gouvernement en raison de la décision de Chevardnadze de faire entrer la Géorgie au sein de la Communauté des États indépendants, fait qui légalisait la présence de bases militaires russes dans le pays, et de nommer le communiste Igor Guiorgadze au poste de ministre d'État à la Sécurité. Il fut plus tard entraîné dans un important scandale et fut accusé de fournir des dossiers militaires classifiés aux généraux abkhazes et russes durant la guerre.

## Tentative d'assassinat et retour en politique
En septembre 1994, Karkarachvili alla à Moscou et s'engagea dans l'Académie militaire de la fédération de Russie. Mais plus de quatre mois plus tard, un évènement changea le cours de sa vie. Le 25 janvier 1995, tôt dans la journée, trois hommes masqués tirèrent sur Karkarachvili et son ancien député-major-général Paata Datouachvili. Ce dernier fut tué et Guia Karkarachvili fut gravement blessé à la tête. Il survécut, mais resta jusqu'à aujourd'hui invalide, circulant dans un fauteuil roulant. L'explication la plus populaire de cette attaque est les intérêts de ceux qui voulaient alors éliminer tous les témoins importants du coup d'État de 1991 et de la guerre d'Abkhazie.
Retournant en Géorgie, Karkarachvili garda une petite influence et travailla avec le Défenseur public à Tbilissi de 1998 à 1999. En novembre 1999, il fut élu au Parlement de Géorgie pour le parti Nouvelle Droite. En tant que membre du bloc électif pro-Chevardnadze, il se représenta et fut élu une nouvelle fois en novembre 2003. Mais la Révolution des Roses déclara illégitime les résultats de l'élection législative et de nouvelles élections furent tenues en mars 2004, durant lesquelles il fut élu comme représentant du district d'Issani. Il démissionna toutefois en novembre 2005 pour des raisons de santé.

## Opposition
Karkarachvili revint devant l'attention publique après la Deuxième Guerre d'Ossétie du Sud entre la Géorgie et la Russie. Il publia un rapport dans lequel il accusa le gouvernement géorgien d'avoir mal mené les opérations militaires. En février 2009, il exprima son soutien au groupe politique d'Irakli Alassania, l'ancien ambassadeur de la Géorgie aux Nations unies qui devint un des leaders de l'opposition anti-Saakachvili.
En mai 2009, le nom de Karkarachvili fut impliqué par l'ancien officier Guia Ghvaladze, arrêté en connexion de la mutinerie du 5 mai de Moukhrovani. L'ancien ministre de la Défense nia tout lien avec la mutinerie et publia des vidéos de lui parlant avec un certain Melikidze qui essayait de le convaincre de prendre part à la mutinerie. Le Ministère géorgien des Affaires intérieures le remercia alors pour son aide à capturer ledit Melikidze, qui avait pour projet d'assassiner le ministre Vano Merabichvili.